# Strobilanthes cuneifolia
Strobilanthes cuneifolia är en akantusväxtart som beskrevs av Raymond Benoist. Strobilanthes cuneifolia ingår i släktet Strobilanthes och familjen akantusväxter. Inga underarter finns listade i Catalogue of Life.